# Geocharis monfortensis
Geocharis monfortensis – gatunek chrząszcza z rodziny biegaczowatych i podrodziny Trechinae.

## Taksonomia
Gatunek ten został opisany w 2000 roku przez Artura R. M. Serrano i Carlosa A. S. Aguiara

## Opis
Chrząszcz bezoki i bezskrzydły. Górna część pokryw z dwiema parami szczecinek: przednią i tylną. Wewnętrzna krawędź ud tylnych odnóży nieuzbrojona (bez ząbków). W widoku bocznym środkowy płat edeagusa silnie łukowaty i powiększony przed wierzchołkiem, a w widoku grzbietowym nieco skrzywiony w prawo. Lewa paramera z dwoma szczecinkami wierzchołkowymi.

## Rozprzestrzenienie
Gatunek palearktyczny, endemiczny dla Półwyspu Iberyjskiego, gdzie wykazany został z Portugalii i Hiszpanii.